# IbisPaint
ibisPaint（アイビスペイント）は、株式会社アイビス（ibis inc.）で開発されたイラスト制作アプリである。漫画機能、アニメーション機能、AI機能やCLIP STUDIO PAINTとの連携機能も搭載している。
製品は有償版のibisPaintおよび無償版のibisPaint X、教育機関向けのibisPaint Eduがリリースされている。

## 開発
ニコニコ動画では、2007年9月17日に投稿された「初音ミクが可愛すぎるので描いてみた」の人気をきっかけに「描いてみた」と呼ばれるイラストメイキングの過程を撮影・編集した動画が多く投稿されるようになった。開発者でアイビスの創業者の神谷栄治は、ASCII.jp内の「描いてみた」についての記事を読んでその人気に目をつけ、制作過程の動画を共有できるイラスト制作ソフトウェアの着想を得た。将来のスマートフォンの普及を予想したことから、スマートフォン向けに開発が行われ、2011年6月21日にiPad向けに有料でリリースされた。同年9月にiPhone/iPod touchへの対応と無料版のibis Paint Xのリリースが行われている。2014年にAndroid、2022年にWindowsにも対応した。開発に関しては、グラフィック処理に特化したGPUベースで、開発言語は開発やメンテナンスを効率良く行うためにiOS版、Android版ともにC++で行われた。2023年にはソーシャルネットワーク機能を制限するなど教育機関向けのibisPaint Eduをリリースしている。

## 機能

### タイムラプス動画
イラストメイキングの過程を動画化する機能が搭載されている。動画はMOVまたはMP4形式で保存でき、動画の共有も可能である。

### オンラインギャラリー
作成したイラストやイラストメイキング動画を専用のコミュニティーサイト「ibispaint.com」に共有でき、ほかのユーザーの作品にコメントしたり、ユーザー同士でイラストを共同で制作することなどができる。

## 反響
当初より若年層のユーザーが多く、2023年時点でもユーザーの半数以上を25歳未満が占めている。また、2022年の海外からのダウンロード数が9割を超え、2024年における世界の1日あたりのアクティブユーザー数は約500万人となるなど、海外からの利用も多い。ibisPaintとしてクールジャパン・プラットフォームアワード 2023にて優秀賞を受賞したほか、ibisPaint XがSensor Tower APAC Awards 2024でベストお絵描きアプリ賞を受賞している。

## 関連書籍
- アイビスペイント公式ガイドブック（玄光社、2020年1月29日発売）ISBN 978-4-7683-1289-6
- アイビスペイント公式ガイド プロの描き方を完全マスター!（マイナビ出版、2022年11月29日発売）ISBN 978-4-8399-8042-9
- アイビスペイントの教科書 スマホではじめるイラスト超入門（技術評論社、2023年3月11日発売）ISBN 978-4-297-13382-5
- 基礎からしっかり学べる アイビスペイント入門講座（ソーテック社、2024年2月20日発売）ISBN 978-4-8007-1331-5
- ディープブリザードと学ぶ たのしいアイビスペイント入門教室（SBクリエイティブ、2024年3月29日発売）ISBN 978-4-8156-2183-4
- バズれる! アイビスペイント ディープブリザードの超入門講座（玄光社、2024年6月29日発売）ISBN 978-4-7683-1876-8